# Yakovlev Yak-54
Yakovlev Yak-54 là một máy bay thể thao biểu diễn nhào lộn trên không được Nga chế tạo vào đầu thập kỷ 1990.

## Thiết kế và chế tạo
Đây là một máy bay nhào lộn thuộc thế hệ mới của phòng thiết kế Yakovlev, nó là một dòng máy bay mới tác biệt hoàn toàn với dòng máy bay UT-2/AIR-10. Yak-52 được phát triển từ Yak-55M. Và được sản xuất bởi Saratov Aviation Facilityd liên kết với JSV "Gorky U-2".

## Phiên bản
- Yak-54M - Cũng còn được biết đến với tên gọi Yak-56 và Yak-152

## Thông số kỹ thuật

### Đặc điểm riêng
- Phi đoàn: 2
- Chiều dài: 6.91 m
- Sải cánh: 8.16 m
- Chiều cao: n/a
- Diện tích : n/a
- Trọng lượng rỗng: 2.120 lb (962 kg)
- Trọng lượng cất cánh: 2.500 lb (1.130 kg)
- Trọng lượng cất cánh tối đa: n/a
- Động cơ: 1× M-14X, (360 hp)

### Hiệu suất bay
- Vận tốc cực đại: 170 knots (310 km/h)
- Tầm bay: 516 mi (830 km)
- Trần bay: n/a
- Vận tốc lên cao: n/a
- Lực nâng của cánh: n/a
- Lực đẩy/trọng lượng: n/a